# Gawot (muzyka)
Gawot – muzyczna forma taneczna oparta na tańcu gawot.
Tempo umiarkowane, metrum najczęściej alla breve z przedtaktem, symetryczne frazy i zdania. Przyjmuje formę ronda, formę dwuczęściową (A A1) lub trzyczęściową z kontrastującą częścią środkową: I gawot – musette – II gawot (ze zmianą trybu i nutą pedałową).
Najbardziej popularny w muzyce barokowej, obecny w suicie, muzyce baletowej i operowej (np. G.F. Händel, H. Purcell). W okresie klasycyzmu spotykany rzadziej (W.A. Mozart), raczej jako samodzielna forma instrumentalna, później wyszedł z użycia. Pojawia się dopiero w muzyce XX w. w nurcie neoklasycznym (np. I Symfonia D-dur „Klasyczna” Prokofjewa).
Znane gawoty:
- Johann Sebastian Bach – Gawot ze Suity orkiestrowej D-dur
- Wolfgang Amadeus Mozart – Gawot na orkiestrę H-dur K300 1778
- Johannes Brahms – Gawot na fortepian A-dur 1871
- Richard Strauss – Gawot na fortepian Aus alter Zeit AV57 1879
- Siergiej Prokofjew – Gawot z „Symfonii klasycznej” (1916–1917)
- Paul Lincke – Gawot z operetki „Lysistrata” 1902[3]